# Natalie Horler
Natalie Horler (Bonn, 1981. szeptember 23. –) német énekesnő, a Cascada együttes tagja.

## Élete
Szülei angol származásúak, de Natalie Horler és két nővére Bonnban nőttek fel, ahol szüleik élnek. Édesapja, David Horler jazz-zenész és hangmérnök, édesanyja, Christine nyelvtanár. Natalie korán került kapcsolatba különböző zenei hatásokkal, gyermekként sok időt töltött a stúdióban az apjával. Az éneklés mellett szívesen táncol, kedvenc műfajai a step, a jazz és a hiphop. Dolgozott pincérnőként és elárusítónőként is.

## Zenei pályafutása

### Szólóban
Natalie az apjával készített hangfelvételt a Cascada megalakulása előtt. A legnagyobb sikert a Listen to Your Heart hozta. Ezt követte a Big Bad Love és a Shut Up. Ezenkívül a Love U Promised is népszerű volt a videómegosztó oldalakon. Sokszor vokálozott a Sometimes számhoz.[forrás?]

### Cascada
Natalie Horler 2004-ben állt össze DJ Maniannal és DJ Yanouval, akikkel megalapította a Cascada együttest.
A Cascada albumai:
| Év   | Cím                                              | Megjelenés         |
| 2006 | Everytime We Touch                               | 2006. február 21.  |
| 2006 | The Remix Album                                  | 2006. november 10. |
| 2007 | Everytime We Touch – The Album (Új kiadás)       | 2007. február 23.  |
| 2007 | Everytime We Touch – The Remix Album (Új kiadás) | 2007. április 27.  |
| 2007 | Perfect Day                                      | 2007. december 14. |
| 2008 | Perfect Day (Új kiadás) benne 3 új dallal        | 2008. július 18.   |
| 2009 | Evacuate the Dancefloor – The Album              | 2009. július 17.   |
| 2011 | Original me                                      | 2011. június 20.   |